# الشماء (المقاطرة)

تعديل مصدري - تعديل

الشماء هي إحدى قرى عزلة الزعيمة بمديرية المقاطرة التابعة لمحافظة لحج، بلغ تعداد سكانها 783 نسمة حسب تعداد اليمن لعام 2004.